# Muthoni Likimani
Muthoni Gachanja Likimani, née en 1926, est une écrivaine kenyane, qui a publié des ouvrages de fiction ou de non-fiction, ainsi que des livres pour enfants. Au cours de sa carrière, elle a également été présentatrice, actrice, enseignante et éditrice. Elle a été la première reine de beauté kenyane, la première Africaine à créer une société de relations publiques au Kenya, une militante des droits des femmes et l'une des premières femmes auteures du pays.

## Biographie
Muthoni Likimani est née (en 1926) et a grandi à Kahuhia Mission, dans le comté de Muranga, au Kenya. Elle est la fille de Mariuma Wanjiura et du révérend Levi GochanJa. Son père était l'un des premiers ministres de l'Église anglicane du Kenya. Elle a été la première reine de beauté kenyane. Elle enseigne au Kahuhia Teachers' Training College, avant de poursuivre des études en Grande-Bretagne et en Israël, et de s'engager dans la radiodiffusion et les relations publiques. Elle est présentatrice d'émissions. Elle devient ensuite l'une des premières productrices de la Kenya Broadcasting Corporation, le média du service public, travaillant sur des programmes destinés aux femmes et aux enfants, et travaille également pour la BBC. Elle fonde Noni's Publicity, une société de relations publiques qui s'occupe également d'édition, telle la production du périodique Women of Kenya.
Elle commence à publier dès 1969, devenant la première femme auteure au Kenya, des livres pour enfants puis pour adultes. Son premier roman, They Shall Be Chastised, est publié en 1974, suivi de What Does a Man Want ? la même année. En 1985 paraît son troisième et plus important livre, Passbook Number F. 47927 : Women and Mau Mau in Kenya, dont le titre fait référence à son numéro d'identité pendant la révolte des Mau Mau,. Il s'agit d'une œuvre de fiction qui met en scène les rôles joués par les femmes et les stratégies qu'elles ont adoptées dans leur vie quotidienne pendant cette lutte pour la liberté. Elle y rend plus explicite le rôle des femmes au Kenya contre la colonisation.
Dans les années 1980, Likimani devient conseillère municipale de Nairobi, poste qu'elle occupe jusqu'à ce que le gouvernement remplace le conseil par une commission municipale. Son autobiographie, Fighting Without Ceasing, est publiée en 2005.
En 2007, elle reçoit le World YWCA Council Award en reconnaissance de son leadership dévoué pour son engagement en tant que militante des droits des femmes. En 2014, elle est nommée ambassadrice de la paix au Kenya par le Forum international pour la littérature et la culture de la paix (IFLAC).

## Vie personnelle
Elle a épousé le Dr Jason Clement Likimani, qu'elle a rencontré lorsqu'il était médecin hygiéniste à l'hôpital général du district de Fort Hall (aujourd'hui Murang'a). Son mari est décédé en 1989.